# Protestantyzm w Missisipi

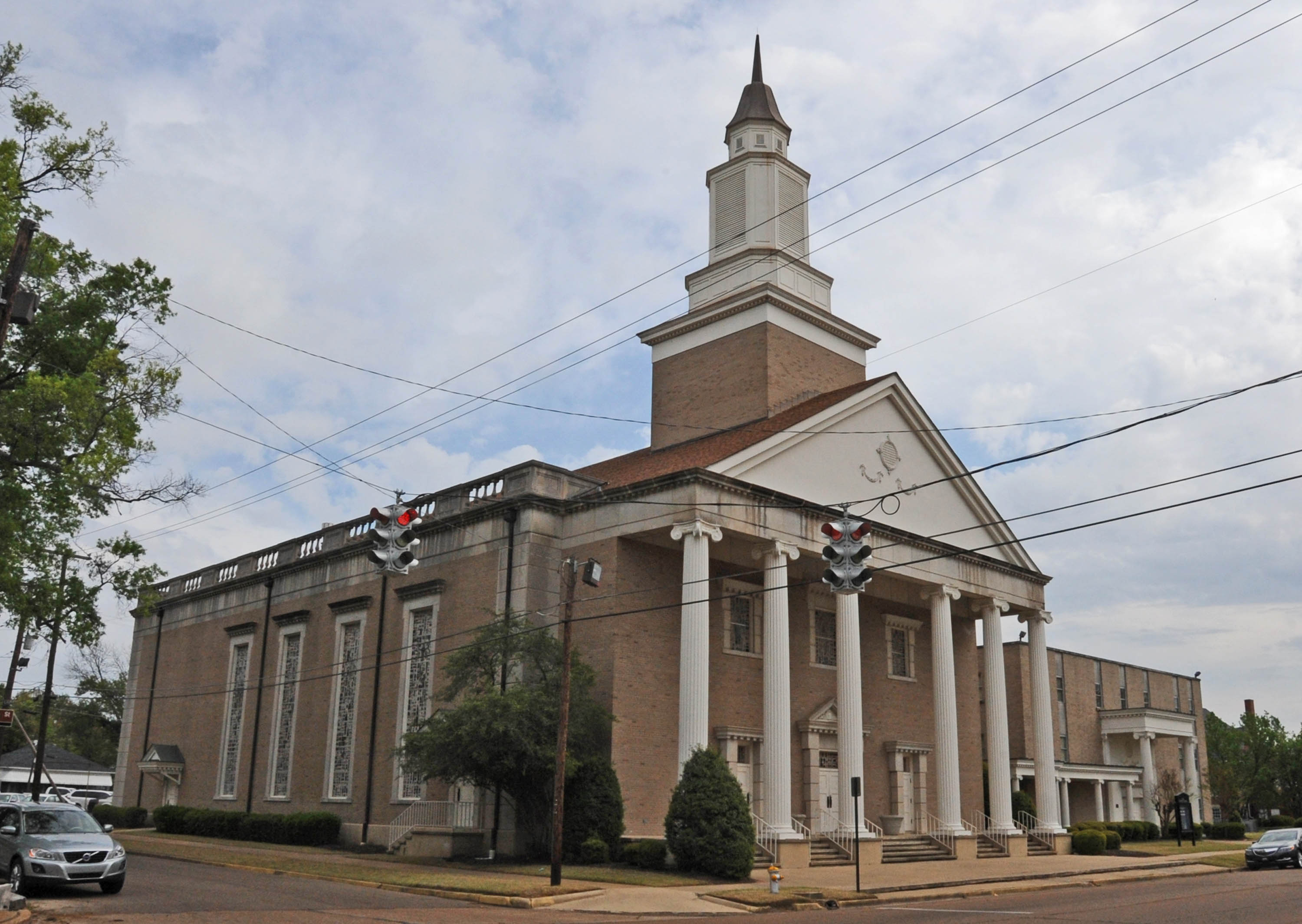
Kościół baptystyczny w Hrabstwie Leflore

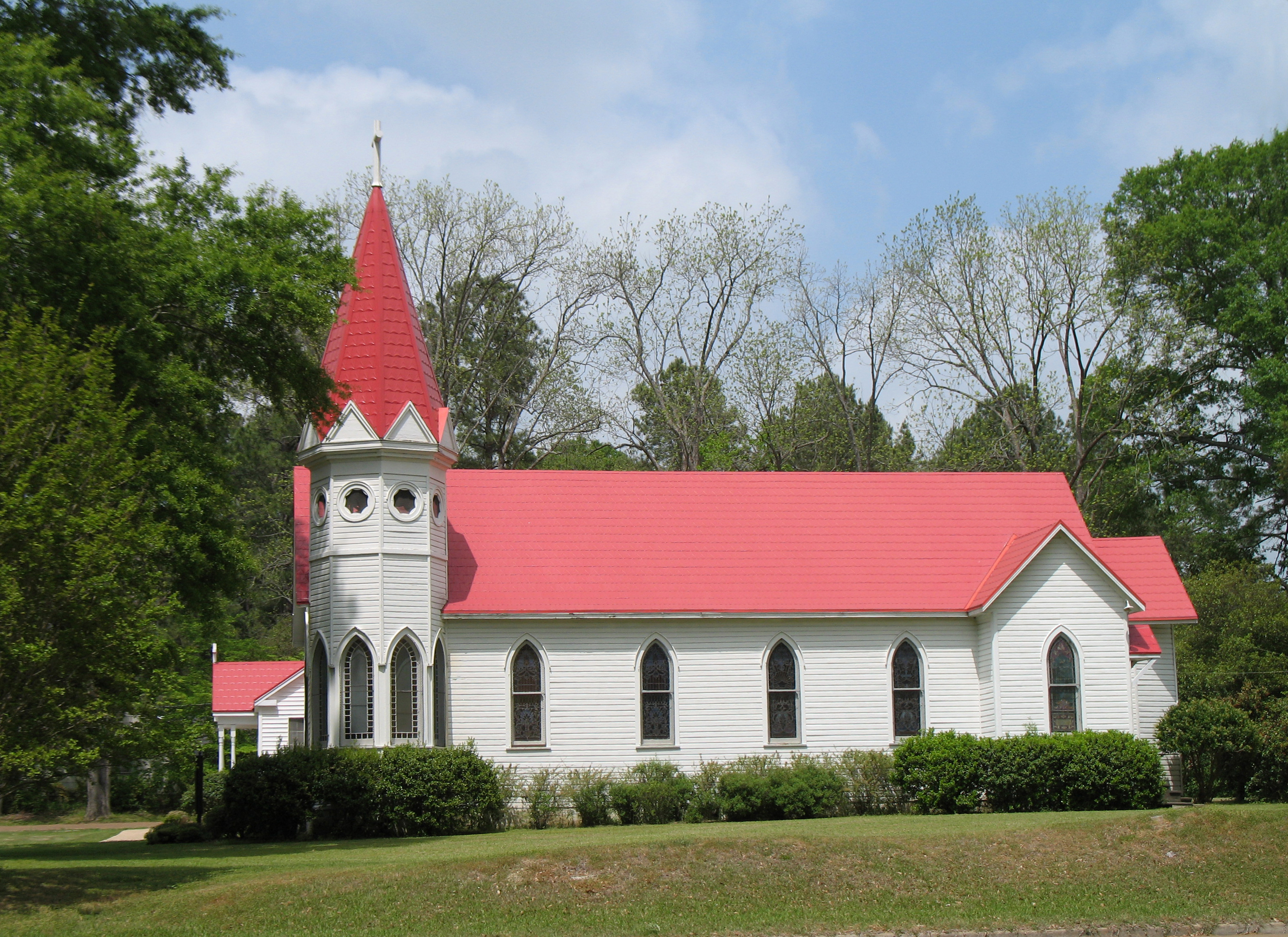
Kościół Episkopalny w Lexington

Protestantyzm w Missisipi – wierni protestanckich wspólnot religijnych w amerykańskim stanie Missisipi stanowią 77% ludności. Protestantyzm reprezentowany jest przez trzy główne nurty: ewangelikalizm (41%), historyczni czarni protestanci (24%) i protestanci głównego nurtu (12%). Największe wyznania stanowią: baptyści (48%), metodyści (7%), bezdenominacyjni (7%) i zielonoświątkowcy (6%). Inne mniejsze grupy to: campbellici, prezbiterianie, anglikanie, adwentyści dnia siódmego, luteranie i mennonici.
Według sondażu Pew Research Center w 2014 roku odpowiedzi mieszkańców stanu na pytania w sprawie wiary były następujące:
- 82% – „Absolutnie, na pewno wierzę w Boga”,
- 9% – „Prawie na pewno wierzę w Boga”,
- 3% – „Niezbyt pewnie wierzę w Boga”,
- 1% – „Nie wiem, czy wierzę w Boga”,
- 4% – „Nie wierzę w Boga”,
- 1% – inna odpowiedź.

Powyższe dane czynią Missisipi statystycznie najbardziej religijnym stanem w USA.

## Dane statystyczne
Największe wspólnoty protestanckie w stanie Missisipi według danych z 2010 roku:
| Lp. | Kościół                                                  | Liczba zborów | Liczba członków | Procent ludności |
| --- | -------------------------------------------------------- | ------------- | --------------- | ---------------- |
| 1.  | Południowa Konwencja Baptystyczna                        | 2149          | 907 384         | 30,58%           |
| 2.  | Zjednoczony Kościół Metodystyczny                        | 1107          | 204 165         | 6,88%            |
| 3.  | Bezdenominacyjni                                         | 431           | 104 761         | 3,53%            |
| 4.  | Narodowa Konwencja Baptystyczna USA                      | 205           | 81 318          | 2,74%            |
| 5.  | Kościoły Chrystusowe                                     | 369           | 42 166          | 1,42%            |
| 6.  | Chrześcijański Kościół Metodystyczno-Episkopalny         | 199           | 30 425          | 1,03%            |
| 7.  | Kościół Boży (Cleveland)                                 | 176           | 23 720          | 0,8%             |
| 8.  | Afrykański Kościół Metodystyczno-Episkopalny             | 130           | 23 243          | 0,78%            |
| 9.  | Zbory Boże                                               | 174           | 21 355          | 0,72%            |
| 10. | Zjednoczony Kościół Zielonoświątkowy                     | 168           |                 |                  |
| 11. | Kościół Boży w Chrystusie                                | 121           | 19 804          | 0,67%            |
| 12. | Kościół episkopalny                                      | 81            | 19 239          | 0,65%            |
| 13. | Kościół Prezbiteriański w Ameryce                        | 121           | 18 439          | 0,62%            |
| 14. | Narodowa Misyjna Konwencja Baptystyczna                  | 84            | 15 018          | 0,51%            |
| 15. | Kościół Prezbiteriański USA                              | 108           | 12 822          | 0,43%            |
| 16. | Kościół Adwentystów Dnia Siódmego                        | 63            | 9797            | 0,33%            |
| 17. | Afrykański Kościół Metodystyczno-Episkopalny Syjonu      | 42            | 6351            | 0,21%            |
| 18. | Kościół Chrześcijański (Uczniowie Chrystusa)             | 44            | 5616            | 0,19%            |
| 19. | Narodowa Konwencja Baptystyczna Ameryki                  | 25            | 5051            | 0,17%            |
| 20. | Kościół Nazarejczyka                                     | 51            | 4937            | 0,17%            |
| 21. | Amerykańskie Stowarzyszenie Baptystyczne                 | 31            | 3900            | 0,13%            |
| 22. | Narodowe Stowarzyszenie Baptystów Wolnej Woli            | 51            | 3639            | 0,12%            |
| 23. | Kościół Ewangelicko-Prezbiteriański                      | 10            | 3266            | 0,11%            |
| 24. | Kościół Boży (Anderson)                                  | 54            | 3214            | 0,11%            |
| 25. | Kościół Luterański Synodu Missouri                       | 28            | 3145            | 0,11%            |
| 26. | Kościół Chrystusa (Świętości) USA                        | 51            |                 |                  |
| 27. | Stowarzyszenie Kościołów Baptystycznych Pełnej Ewangelii | 43            |                 |                  |